# Лоренц, Вернер
Ве́рнер Ло́ренц (нем. Werner Lorenz; 2 октября 1891 года, Грюнхоф, Померания — 13 марта 1974 года, Дюссельдорф) — один из высших офицеров СС, начальник Главного управления СС по репатриации этнических немцев «Фольксдойче миттельштелле», обергруппенфюрер СС (9 ноября 1936 года), генерал войск СС (9 ноября 1944 года), генерал полиции (15 августа 1942 года), гамбургский государственный советник.

## Биография
Сын землевладельца в Грюнхофе в Померании. Образование получил в элитном кадетском корпусе. В 1912 году добровольцем вступил в полк полевой артиллерии принца Августа Прусского. С апреля 1913 года — фаненюнкер драгунского полка № 4, в 1914 года произведен в лейтенанты. Участник Первой мировой войны. Уже в начале войны за боевые отличия награждён Железным крестом 2-го класса. В 1915 году перевёлся из кавалерии в авиацию. Позже служил штабным офицером, незадолго до конца Первой мировой войны получил Железный крест 1-го класса. После окончания войны с 1918 года был командиром эскадрона пограничной охраны на границе с Польшей.
В марте 1920 года демобилизовался. Стал владельцем поместья под Данцигом. 1 декабря 1930 года вступил в НСДАП (партбилет № 397 994), 31 марта 1931 года — в СС (билет № 6636) с чином штурмбаннфюрера. С 31 марта 1931 года — начальник штаба 2-го абшнита СС (Хемниц), с 9 ноября 1931 по 12 февраля 1934 года — командир 7-го абшнита СС (Данциг-Мариензее, с 1 июля 1933 года — Кёнигсберг). В 1933 году был избран депутатом ландтага Пруссии. 12 ноября 1933 года избран депутатом Рейхстага от Восточной Пруссии. С 15 декабря 1933 года — командир оберабшнита СС «Северо-Восток» (Кёнигсберг), с 12 февраля 1934 по 1 марта 1937 года — оберабшнита СС «Север» (Гамбург / Альтона). Одновременно был уполномоченным по внешнеполитическим вопросам в Штабе заместителя фюрера.
1 февраля 1937 года возглавил «Фольксдойче миттельштелле» (ФОМИ) (нем. "Volksdeutsche Mittelstelle"; Vomi) — управления СС по репатриации этнических немцев. ФОМИ занималось пропагандой и защитой интересов немцев, живущих за пределами Третьего рейха — в основном в соседних с Германией странах. Сыграл большую роль в подготовке аншлюса Австрии и в подготовке оккупации Судетской области. В ведении ФОМИ была и организация «пятых колонн» в зарубежных странах. Во время Второй мировой войны был инициатором перемещения германского населения в Польшу и на оккупированные территории СССР. 15 июня 1941 года в системе СС ФОМИ получило статус Главного управления.
Осенью 1942 года, находясь в Боснии, попал в автокатастрофу и получил тяжёлые ранения. Оставался во главе ФОМИ до февраля 1945 года, когда был направлен в группу армий «Висла» и получил в своё подчинение сводный отряд из частей сухопутных войск и моряков.
В мае 1945 года арестован союзниками. 20 октября 1947 года предстал перед судом Американского военного трибунала по делу расовых учреждений СС. 10 марта 1948 года приговорён к 20 годам тюремного заключения, затем срок снижен до 15 лет. 21 января 1954 года освобождён.

## Награды
- Железный крест 2-го класса
- Железный крест 1-го класса
- Почётный крест ветерана войны
- Золотой партийный знак НСДАП (30.01.1936)
- Шеврон старого бойца
- Спортивный знак СА в бронзе
- Имперский спортивный знак в золоте
- Медаль «В память 13 марта 1938 года» Аншлюс-Медаль.
- Медаль «В память 1 октября 1938 года»
- Данцигский крест 2-го класса (31.11.1939)
- Медаль За выслугу лет в НСДАП в бронзе и серебре
- Медаль «За верную службу в СС»
- Крест военных заслуг 1-й степени с мечами (30.01.1942)
- Крест военных заслуг 2-й степени с мечами (1941)
- Кинжал чести СС
- Кольцо «Мёртвая голова»
- Почетная сабля рейхсфюрера СС